# Sine qua non
Sine qua non (лат.: [ˈsɪnɛ kʷaː ˈnoːn]) — букв. «без чего невозможно» или condicio sine qua non, множественное число: condiciones sine quibus non — необходимые условия. Первоначально это был латинский юридический термин, означающий «[условие], без которого это не могло бы быть», или «кроме …», или «без которого [нет] ничего». « Sine qua non causation» — это формальная терминология для выражения данного вида каузальности.

## Происхождение
Встречается в работах Боэция и возник в аристотелевских выражениях. В классической латыни форма использует слово condicio . (от глагола condico , condicere , согласовать), но в более поздней латыни эта фраза также используется с conditio , ошибка в переводе как conditio означает строительство а не состояние .
Он перешел от просто юридического использования к более общему использованию на многих языках, включая английский, немецкий, французский, итальянский и испанский языки.

## Употребление
Эндрю Джексон, один из первых американских президентов, произнес тост по случаю получения им звания почетного доктора Гарвардского университета . Президент ответил своим слушателям: « E pluribus unum, друзья мои. Sine qua non».
В 1938 году Джомо Кеньятта, тогдашний генеральный секретарь Центральной ассоциации кикуйю, а затем первый премьер-министр Кении, писал, что институт калечащих операций на женских половых органах был « непременным условием всего обучения племенному праву, религии и морали». Он писал в контексте миссионерской кампании против FGM, утверждая важность обряда посвящения как этнического маркера для кикуйю, основной этнической группы страны.
Эта фраза появляется в книге Мелвилла Дж. Херсковица о культуре Дагомеи 1967 года. Говоря о необходимости изучения родного языка, он говорит: «Это не значит, что знание родного языка является непременным условием при изучении всех проблем, касающихся первобытных культур. Используя интерпретаторов и хорошо признанные и испытанные методы, можно получить информацию, необходимую для открытия, описания и понимания институтов народа, и именно такой метод был использован в этом исследовании».
Он появляется в комментарии 1958 года к статье 59 Четвертой Женевской конвенции о защите гражданских лиц во время войны. В этом случае sine qua non является гарантия того, что гуманитарная помощь будет направлена гражданскому населению, а не направлена «в пользу оккупирующей стороны».

## Использование в медицине
В медицине термин sine qua non (в отличие от патогномонического) часто используется в отношении любого признака, симптома или признака, отсутствие которого, скорее всего, означало бы отсутствие целевого заболевания или состояния. Таким образом, тест на такой признак, симптом или находку будет иметь очень высокую чувствительность и, таким образом, редко пропустит состояние, поэтому отрицательный результат должен быть обнадеживающим (то есть отсутствие исследуемого заболевания). Примеры включают:
- Отсутствие соответствующей основной мутации исключает некоторые виды наследственного рака толстой кишки .[5][6]
- рН влагалища менее 4,5 практически исключает бактериальный вагиноз[7]/
- Sine qua non послужило источником вдохновения для торговой марки трициклического антидепрессанта, производимого в Германии: (Sinequan) doxepin .

## Каузальность в юриспруденции
В англосаксонской традиции в юридических вопросах «but-for», «sine qua non», causa sine qua non, или «причина по факту», condicio sine qua non, — это обстоятельство, при котором определенное действие является материальной причиной определенного вреда или правонарушения, без которого вред не возник бы. Это устанавливается путем проверки по принципу «but-for»: если бы действие не произошло, травма не произошла бы.
Халатное поведение ответчика является фактической причиной причинения вреда истцу, если вред не был бы причинен истцу «если бы» небрежное поведение ответчика. (Перкинс)
Этот тип причинно-следственной связи часто противопоставляется причинно -следственной связи с существенными факторами . Критерий существенного фактора используется, когда есть несколько причинителей вреда по небрежности, которые либо (1) все причинили вред, и в этом случае все без исключения несут 100 % солидарную ответственность (рассматриваются как группа, но предъявляют иск о деньгах) и обвиняемый ответчик должен был бы привлечь к ответственности или подать в суд на других, чтобы возместить ущерб, или (2) только один мог фактически причинить вред, но все они проявили одинаковую небрежность, и что один из них не может быть определен, и в этом случае бремя смещается и любой из них, которые не могут показать, что их халатность не явилась причиной, несет 100 % солидарную ответственность. Цель этого — позволить потерпевшей стороне получить возмещение ущерба и заставить нерадивых правонарушителей примириться между собой. См. например Хилл В. Эдмондс (Нью-Йорк, 1966); Hill v. Edmonds, (N.Y., 1966); Anderson v. Minneapolis, St. P. & S. St. M. Ry. Co., (Minn., 1920)
В деле Роджерс против компании Bromac. ООО , 5- й округ США, формулировка Закона об улучшении системы присяжных, запрещающая работодателям увольнять сотрудников «по причине» работы присяжным, как означающую «если бы не» причинно-следственная связь: работник должен показать, что увольнение не произошло бы «. но для» той службы присяжных. Это является более тяжелым бременем для сотрудника истца, чем простое доказательство того, что работа присяжных была мотивирующим фактором для увольнения.